# Personaje jugador

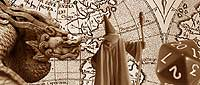
Imagen artística de un PJ

Un personaje jugador o personaje jugable (término abreviado generalmente con las siglas PJ; del inglés player character o playable character) es un personaje ficticio en un videojuego o en los juegos de rol de mesa cuyas acciones están controladas por uno de los jugadores en el curso de una sesión de juego, en vez de estar controladas por las reglas del juego. Los personajes que no son controlados por un jugador o jugadora son llamados personajes no jugadores (PNJ). Las acciones de los personajes no jugadores son típicamente manejadas por el juego mismo en el caso de los videojuegos, o según reglas seguidas por un director de juego que supervisa una partida de juego de rol de mesa. El personaje jugador funciona como un cuerpo ficticio y alterno para el jugador o jugadora que controla el personaje.

## En los videojuegos
Usualmente, los videojuegos tienen un personaje jugador por cada persona que juega el juego. Algunos juegos, tales como los de multijugador de arena de batalla en línea, los de héroes disparadores o los de lucha, ofrecen un grupo de personajes jugadores de los cuales la jugadora o jugador puede escoger, permitiéndoles controlar uno a la vez. En estos casos en que más de un personaje jugador está disponible, los personajes pueden tener habilidades distintivas y estilos variados de juego.

## En los juegos de rol de mesa
El peso de la acción, en el curso de una partida de rol, recae sobre todo sobre este tipo de personajes, ya que son los únicos que pueden tomar decisiones según el criterio de los jugadores. En torno a ellos gira toda la acción del juego. El resto de personajes, que el director de juego hace intervenir en cada una de las sesiones de juego, son los personajes no jugadores (PNJ).
Los PJ se crean, en la mayoría de los juegos de rol, a partir de unos parámetros que los definen, como características y habilidades. Estos parámetros deben anotarse, en la mayor parte de juegos de rol, en una hoja a partir del manual de reglas, la hoja de personaje. Tras la creación de los personajes y la anotación de sus características sobre su correspondientes hojas de personaje, los personajes jugadores pueden ir evolucionando a lo largo de las diferentes partidas que jueguen sus jugadores, aprendiendo nuevas cosas y obteniendo nuevos poderes y habilidades. Los personajes no jugadores, al aparecer tan solo en determinados momentos del juego, tienen tendencia a no evolucionar tanto a lo largo del tiempo, aunque sí pueden hacerlo en la misma medida si el director de juego, lo decide así.